# Coto (Cangas del Narcea)
Coto (en asturiano y oficialmente Abanceña) es una parroquia del concejo de Cangas del Narcea, en el Principado de Asturias, España.
Los pueblos de la parroquia Coto son (nombres oficiales entre paréntesis):
- Abanceña
- Casares
- Cerveriz (Cerveiriz)
- El Valle (El Vaḷḷe)
- El Viso (El Visu)
- Escrita
- Folgueras (Folgueiras)
- San Damías (Sandamías)